# Strausberger Torturm (Altlandsberg)

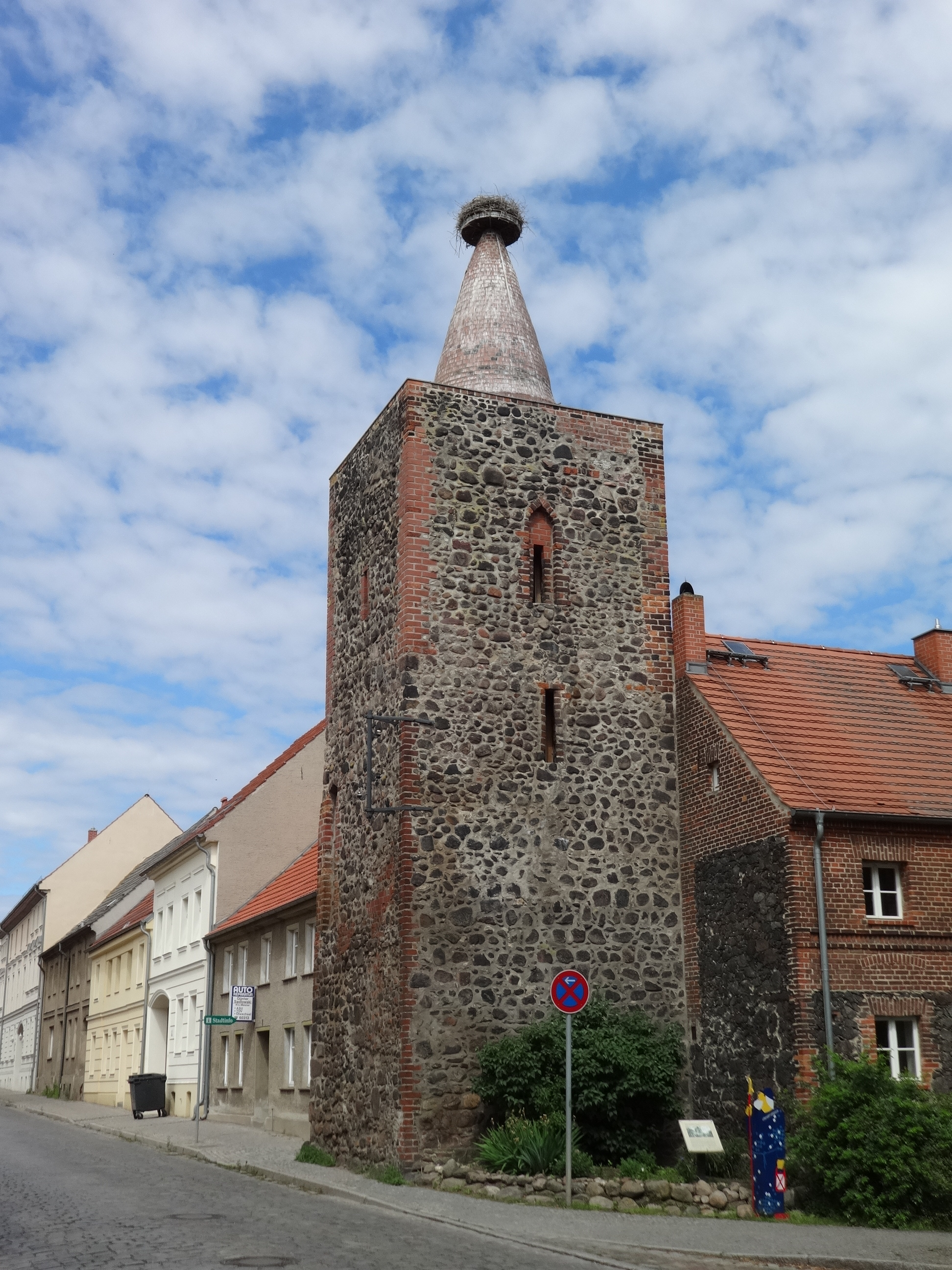
Strausberger Torturm

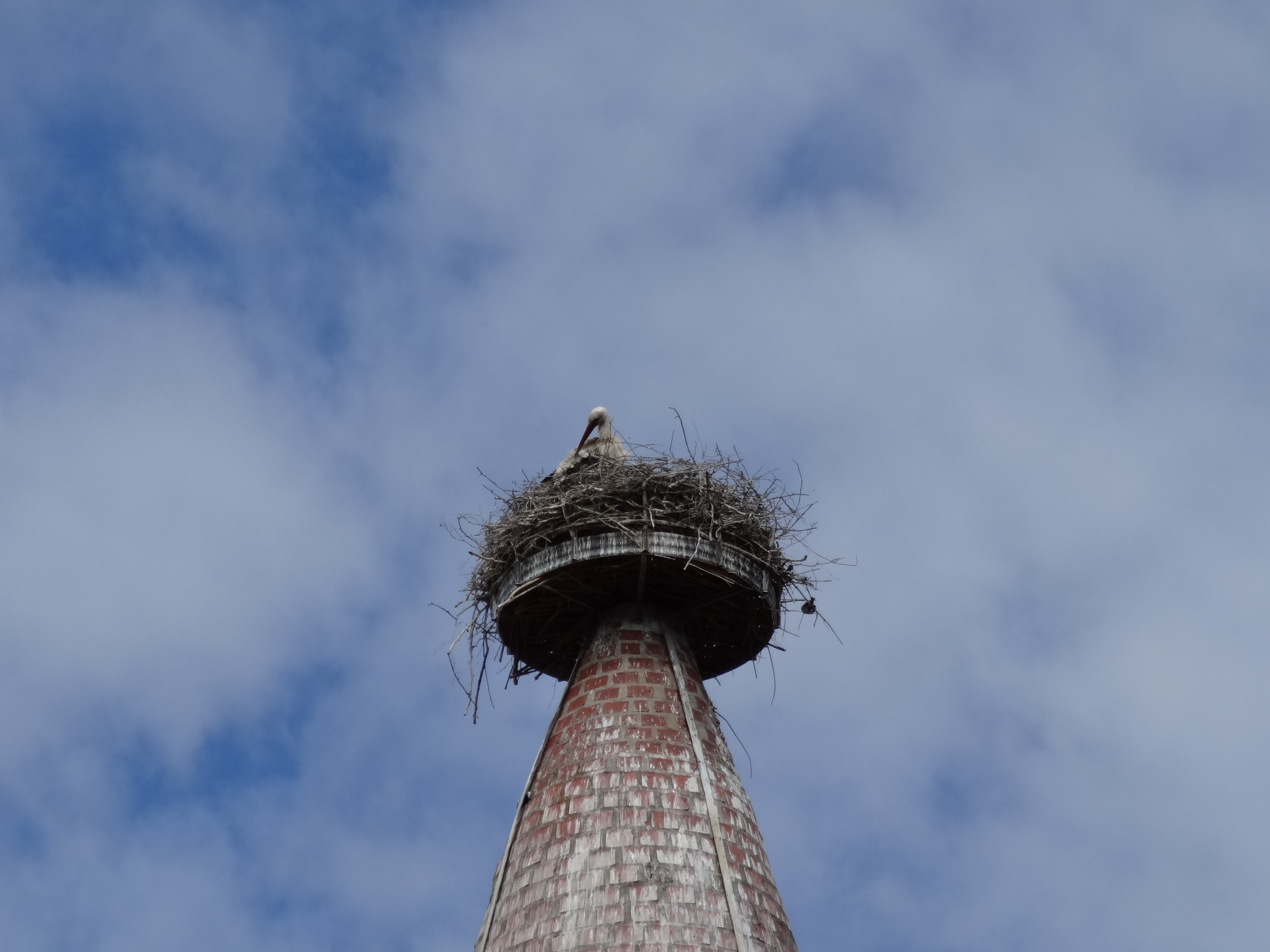
Storchennest auf dem Turm

Der Strausberger Torturm befindet sich als Teil der ehemaligen Stadtbefestigung in Altlandsberg, einer Stadt im Land Brandenburg, Landkreis Märkisch-Oderland.
Der 22 Meter hohe Turm wurde in der Mitte des 14. Jahrhunderts erbaut, um den Bürgern einen bequemen Zugang zu ihren Äckern und zum Stadtforst zu ermöglichen. Im Mittelalter nutzte man das Gebäude als Gefängnis und Polizeistation. 1820 erweiterte man das Bauwerk um weitere Zellen, in dem man nach dem Abbruch des Torbaus im nördlichen Bereich einen Anbau vornahm. Der Turm mit dem markanten Kegeldach erhielt 1897 ein Storchenrad. Seit dieser Zeit nisten dort Störche. Er gilt als das Wahrzeichen der Stadt und ist seit 1947 auf dem Stadtwappen abgebildet.
→ Siehe auch  Berliner Torturm